# La Roquebrussanne
 La Roquebrussanne  es una población y comuna francesa, que se encuentra en la región de Provenza-Alpes-Costa Azul, departamento de Var, en el distrito de Brignoles y cantón de La Roquebrussanne.

## Demografía
| 638 | 710 | 662 | 809 | 1235 | 1672 |
| Para los censos de 1962 a 1999 la población legal corresponde a la población sin duplicidades (Fuente: INSEE [Consultar]) |     |     |     |      |      |